# 朱戸アオ
朱戸 アオ（あかと アオ）は、日本の女性漫画家。2004年、『ビッグコミックスピリッツ増刊 Casual』（小学館）に掲載された『そんな朝』でデビュー。2019年にテレビドラマ化された『インハンド』や、「コロナ禍を予言したかのようなリアルさ」を描いた『リウーを待ちながら』で注目を集める。2021年より、『モーニング』（講談社）から「コミックDAYS」（同）と掲載先を移しながら『ダーウィンクラブ』と、『現代化学』（東京化学同人）にて『世界で一番美しいウイルス事件簿』を連載している。

## 来歴

### デビューまで
NHK以外のテレビ番組を見せてもらえないような、厳しい家庭に育つ。しかし宮崎駿は許され、『風の谷のナウシカ』のコミックスを買ってもらい、それがきっかけとなり漫画にハマる。朱戸は「新刊が出る前に自分で『ナウシカ』の続きを描いて」いたという。
進学校の高校で、幽霊部員ではあるが漫研に所属。朱戸は高校在学中は「漫画家になりたい」と考えていたが、それ以外にもなりたい職業があった。そこで朱戸は「自分の得意科目で入れそうなのが美大系の建築科だった」という理由により、美大の建築科に進学。
大学4年の時に、『ビッグコミックスピリッツ』（小学館）の編集部に初めて持ち込みをする。読み切りを持ち込みするということを知らずにいた朱戸は、400ページの原稿を見せたのだという。漫画家になるということを親に反対されたため、勉強をし、大学院に進学。朱戸は「その間にしっかりマンガを描こうと思って」進学したのだという。
『ビッグコミックスピリッツ増刊 Casual』（同）の新人枠でネームコンペがあり、違う種類のネームを3本描き、そのうちの1つが採用となる。2004年、大学院1年の時に同誌に掲載された『そんな朝』でデビューする。「漫画家になる」と朱戸が決意したのは、このころだったという。

### デビュー後
『ビッグコミックスピリッツ』で『日本沈没』のコミカライズ連載をしていた一色登希彦のもとで、アシスタントを経験する。『ビッグコミックスピリッツ増刊 Casual』の雑誌がなくなり、『週刊ヤングサンデー』（同）が廃刊となったことにより同誌の連載が『スピリッツ』に移籍したため、朱戸の作品は掲載されなくなった。そこで朱戸は『月刊アフタヌーン』（講談社）に投稿を始める。
2009年11月30日、『月刊IKKI』（同）主催の新人賞イキマン単行本部門からオムニバス作品集『九段坂下クロニクル』が発売。「イキマン単行本部門での受賞は逃し」たが、「『単行本化を最終目標に、IKKI編集部員が担当に付く』ことが決まった作品」として、朱戸の『此処へ』が収録される。
2010年、アフタヌーン四季賞冬のコンテストで「セルフポオトレイト」が準入選を受賞する。

### 連載を開始
2011年、『Final Phase』を集中連載する。もともと医療専門ではなかった朱戸は、同作を「モノにするために勉強」する。東日本大震災で揺れた時、第1話の扉絵の執筆中であった。しかし「その時点では物語全体の流れがだいたい決まっていた」ため、震災について作品に反映することができずにいた。それ以前は「自分の身のまわりのこと」を題材にして作品を執筆していたが、同作から取材をして「膨大な資料を渉猟」する方法へと制作スタイルを変更している。
『Final Phase』が「ウイルス」を題材としていたため、「寄生虫」を題材とした作品を執筆したいと考案。2013年1月、『月刊アフタヌーン』3月号より「本格医療ミステリ」の『ネメシスの杖』の連載を開始。2016年3月より同誌にて、短期集中連載『インハンド 紐倉博士とまじめな右腕』を連載。

### 『リウーを待ちながら』の開始
2017年1月に『イブニング』（同）3号より富士の見える町が舞台の医療サスペンス『リウーを待ちながら』の連載を開始。同作は2011年に発表した『Final Phase』のリメイク作で、ほぼ同じストーリーである。同作はパンデミックを題材とし、「感染症のアウトブレーク」が描かれている。編集者から「『震災後だから描けることがあるんじゃないか』と言われた」朱戸は、震災について「自分なりに考えたことがあった」ことや、そのころ『シン・ゴジラ』や『君の名は』など、災害をモチーフとした映画がヒットしたのを見て「ああいうものをエンタメに取り込める時期が来たんじゃないか」と考えたこともあり、同作の執筆を決意している。同作は2018年4号で完結。
『リウーを待ちながら』の最終話の執筆を終えた1週間後に2人目の子供を出産する。朱戸は「子育ても含めて人生」だと考えており、「育児の息抜きがマンガ、マンガの息抜きが育児みたいな生活」をしている。出産を機に「生物学的に女性である」ことに意識が向き、進化論に興味を持ったことにより、『種の起源』を読んでいるという。

### 『インハンド』のテレビドラマ化以降
2018年10月、同誌22号から『ネメシスの杖』と『インハンド 紐倉博士とまじめな右腕』の主人公・紐倉哲が登場する医療サスペンス『インハンド』の連載を開始。同作は2019年4月にテレビドラマ化されている。同作が2020年11月、同年24号で完結。
2020年の春に新型コロナウイルスによるパンデミックが本格化したことにより、「コロナ禍を予言したかのようなリアルさ」を描いた『リウーを待ちながら』が注目を集める。2017年刊行の作品でありながら、「緊急事態宣言」や「濃厚接触」などの言葉が作中に登場しており、読者を驚愕させる。その反響により、同作は5月に緊急重版がかかり、高額転売も行われるほどであった。
2021年3月に『現代化学』（東京化学同人）にてウイルスと科学と謎解きの作品『世界で一番美しいウイルス事件簿』、同年6月に『モーニング』（講談社）にてテロと陰謀のクライムサスペンス『ダーウィンクラブ』の連載を開始。2022年、同作が「コミックDAYS」に移籍となる。

## 作風
『ネメシスの杖』や『インハンド』など「医療もの」を執筆し、「医療サスペンスの新たな描き手」として注目される。朱戸は「医療の知識は完全に後付けで勉強したもの」であり、「医療漫画家」の自覚はないという。
ライターの北村ヂンによると、「医療をテーマにした漫画を繰り返し手がけて」いる朱戸は「豊富な医療・科学知識に裏付けされたリアルなストーリー展開に定評」がある。「パンデミックの恐怖をリアルに描」いた『Final Phase』はキャラクター性が弱めであったものの、『インハンド』では主人公が「ロボットハンドの義手」であり、キャラクター性が強く描かれている。

## 人物

### 漫画制作
「バカで頑張り屋さん」タイプのキャラクターを描くことができないため、「頭が良くて変わり者の男」が登場する作品を執筆している。
登場人物に共感するという点がフィクションの強みであり、読者に登場人物に感情移入してもらえれば、「自分と考え方の違う人に対しても『気持ちは理解できる』といった部分を描くこと」が可能であると朱戸は考えている。

### 対人
編集者に対して、「描き手と読み手をうまくつないでくれる」、「作家性と大衆性のバランスを取る役割」を果たすような「重要なポジション」の存在であると朱戸は考えている。「面白さは主観」であり、「自分だけの価値観で判断」すると話が広がらないため、編集者とのやり取りで「まずはその人が面白がってくれるポイント」を探り、漫画制作を行っている。
アシスタントは数人おり、デジタルでトーン貼りなどの作業をしている。インターネットでアシスタントの募集をし、インターネット経由で仕事を依頼しているため、一度も会ったことがない人物もいるという。

## 作品リスト

### 連載
- Final Phase（フューチャーサイエンスシリーズ、2011年） - 集中連載[4]
- インハンドシリーズ
  - ネメシスの杖（『月刊アフタヌーン』2013年3月号[15] - 8月号[28]、全1巻） - 新装版が『インハンド プロローグ1 ネメシスの杖』として刊行[29][30]
  - インハンド 紐倉博士とまじめな右腕（『月刊アフタヌーン』2016年5月号[16] - 7月号[1]、全1巻） - 短期集中連載[16]、新装版が『インハンド プロローグ2 ガニュメデスの杯、他』として刊行[29][31]
  - インハンド（『イブニング』2018年22号[20] - 2020年24号[21]、全5巻）
- リウーを待ちながら（『イブニング』2017年3号[17] - 2018年4号[19]、全3巻）
- 世界で一番美しいウイルス事件簿（『現代化学』2021年4月号[9] - ）
- ダーウィンクラブ（『モーニング』2021年30号[7] - 2022年28号[32]→「コミックDAYS」2022年11月27日[8] - 、既刊6巻）

### 読み切り
- そんな朝[4]（『ビッグコミックスピリッツ増刊 Casual』、2004年[2]）
- 此処へ（2009年） - 小学館イッキコミックスのアンソロジー『九段坂下クロニクル』に第3話として収録[11]
- セルフポオトレイト（『月刊アフタヌーン』2011年4月号付録小冊子『アフタヌーン四季賞PORTABLE』Vol.21） - アフタヌーン四季賞2010年冬のコンテスト準入選[13]